# سوسن يبرودي
السوسن اليبرودي (باللاتينية: Iris yebrudii) هو أحد أنواع السوسن من الفصيلة السوسنية. سمي نسبة إلى يبرود في جبال القلمون في سوريا.

## الموئل والانتشار
ينتشر في بلاد الشام.